# Риттенхаус, Ребекка
Ребе́кка Ри́ттенхаус (англ. Rebecca Rittenhouse; род. 30 ноября 1988, Лос-Анджелес, Калифорния) — американская актриса.
Риттенхаус родилась и выросла в Лос-Анджелесе, штат Калифорния, и окончила со степенью бакалавра Пенсильванский университет. В 2014 году она дебютировала на телевидении, появляясь в пилотном эпизоде сериала Showtime «Любовники», а позже получила регулярную роль в сериале Fox «Красные браслеты», закрытом после одного сезона. В 2015 году Риттенхаус получила основную женскую роль в прайм-тайм мыльной опере ABC «Кровь и нефть».

## Фильмография
| Год       | Название на русском                    | Название на английском                | Роль             | Примечания                     |
| --------- | -------------------------------------- | ------------------------------------- | ---------------- | ------------------------------ |
| 2011      | Я тебя люблю, Филадельфия              | Philadelphia, Ti Amo                  | Вероника         | Короткометражный фильм         |
| 2014      | Любовники                              | The Affair                            | Джоселин         | Эпизод: «1»                    |
| 2014—2015 | Красные браслеты                       | Red Band Society                      | Бриттани Доблер  | Регулярная роль, 13 эпизодов   |
| 2015      | Кровь и нефть                          | Blood and Oil                         | Келли Лифевер    | Регулярная роль, 10 эпизодов   |
| 2016      | Проект Минди                           | The Mindy Project                     | доктор Анна Зиев | Периодическая роль, 8 эпизодов |
| 2018      | Не волнуйся, далеко он пешком не уйдет | Don’t Worry, He Won’t Get Far on Foot | Бонни            |                                |
| 2018      | Убрать из друзей: Даркнет              | Unfriended: Dark Web                  | Серена Лэндж     |                                |
| 2019      | Однажды в… Голливуде                   | Once Upon a Time in… Hollywood        | Мишель Филлипс   |                                |